# بوب بيرغيرون
بوب بيرغيرون (بالإنجليزية: Bob Bergeron)‏ هو لاعب كرة قدم أمريكية أمريكي، ولد في 7 نوفمبر 1961.